# Christine Charlotte von Württemberg

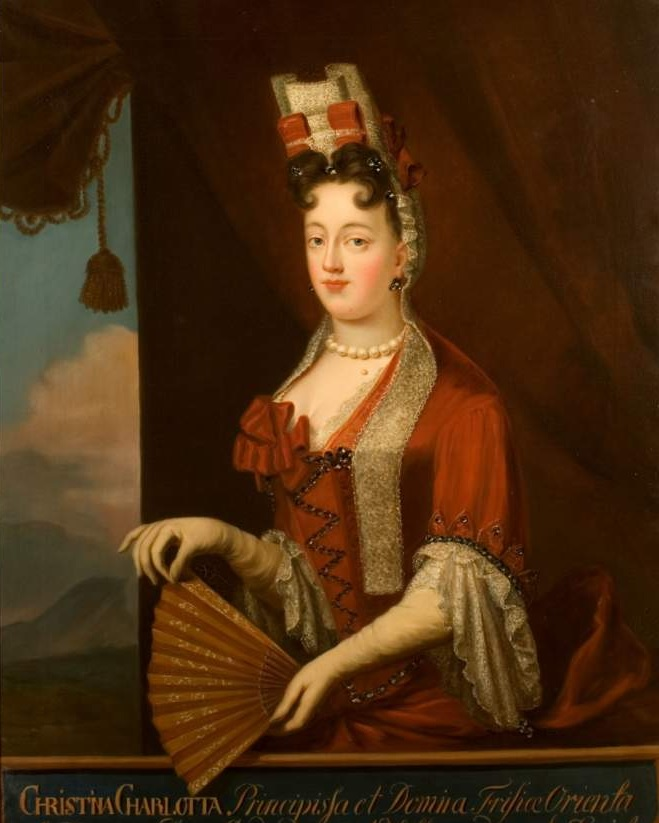
Christine Charlotte von Württemberg

Christine Charlotte von Württemberg (* 21. Oktober 1645 in Stuttgart; † 16. Mai 1699 in Bruchhausen/Hoya) war eine geborene Prinzessin von Württemberg und regierte nach dem Tod ihres Mannes, des Fürsten Georg Christian von Ostfriesland, ab dem Jahre 1665 für 25 Jahre vormundschaftlich die Grafschaft Ostfriesland. Sie galt als außerordentlich schön, intelligent und eloquent, daneben aber auch als herrschsüchtig, unnachgiebig, uneinsichtig und verschwenderisch. Ihre Regierungszeit war geprägt von inner-ostfriesischen Auseinandersetzungen. Insgesamt stellt die Geschichtsschreibung Christine Charlotte ein schlechtes Zeugnis aus, was sich aufgrund der Konflikte mit den Ständen leicht erklären lässt.

## Leben
Christine Charlotte war eine Tochter des württembergischen Herzogs Eberhard III. aus seiner ersten Ehe mit Anna Katharin Dorothea von Salm-Kyrburg. Im Alter von 17 Jahren heiratete sie am 10. Mai 1662 Georg Christian von Ostfriesland, welcher im selben Jahr in den erblichen Fürstenstand erhoben wurde. Die Ehe überdauerte jedoch nur drei Jahre, da ihr Gatte am 6. Juni 1665 plötzlich verstarb. Aus der kurzen Ehe gingen drei Kinder hervor, zwei Mädchen, die noch im Kleinkinderalter starben, und schließlich, vier Monate nach dem Tod Georg Christians, gebar Christine Charlotte einen Sohn, Christian Eberhard.
Da sie die Mutter des zukünftigen Fürsten war, bot sich ihr die Gelegenheit, das Land vormundschaftlich zu regieren. Dies tat sie kompromisslos und versuchte, Ostfriesland in einen absolutistischen Staat zu verwandeln, was zu Konflikten mit den ebenso selbstbewussten Ständen führen musste und Ostfriesland mehrmals an den Rand eines Bürgerkriegs führte. Ihre Bemühungen waren allerdings nicht von Erfolg gekrönt, da der Kaiser die ostfriesische Ständeverfassung bestätigte und ihren Sohn vorzeitig für volljährig erklärte.
Auch außenpolitisch blieb Christine Charlotte nicht untätig und schloss am 22. Dezember 1666 mit der Grafschaft Oldenburg einen Grenzvertrag, die sogenannte Goldene Linie, welche bis heute Ostfriesland vom oldenburgischen Friesland trennt.
Im März 1690 überließ sie auf Druck der Landstände die Regierung ihrem Sohn, den sie mit ihrer Nichte Eberhardine Sophie von Oettingen-Oettingen verheiratet hatte. Die letzten Jahre ihres Lebens verbrachte sie auf ihrem Witwensitz in Berum. Dort hatte sie sich einen ihrem Selbstverständnis als Landesherrin entsprechenden Wohnsitz im barocken Stil errichten lassen.